# Pilea cornutocucullata
Pilea cornutocucullata är en nässelväxtart som beskrevs av Georg Cufodontis. Pilea cornutocucullata ingår i släktet pileor, och familjen nässelväxter. Inga underarter finns listade i Catalogue of Life.